# Ferula olivacea
Ferula olivacea är en flockblommig växtart som först beskrevs av Friedrich Ludwig Diels, och fick sitt nu gällande namn av H.Wolff. Ferula olivacea ingår i släktet stinkflokesläktet, och familjen flockblommiga växter. Inga underarter finns listade i Catalogue of Life.